# Katherina Matousek
Katherina Matousek (nascida como Kateřina Matoušková; Praga, Tchecoslováquia, 20 de abril de 1964) é uma ex-patinadora artística canadense, que competiu em provas de duplas. Ela foi medalhista de bronze no Campeonato Mundial de 1985 e campeã canadense em 1984 com Lloyd Eisler.

## Principais resultados

### Com Lloyd Eisler
| Resultados                                            | Resultados        | Resultados       | Resultados        | Resultados    | Resultados    | Resultados    | Resultados    | Resultados    | Resultados    | Resultados    | Resultados    | Resultados    |
| Internacional                                         | Internacional     | Internacional    | Internacional     | Internacional | Internacional | Internacional | Internacional | Internacional | Internacional | Internacional | Internacional | Internacional |
| Evento/Temporada                                      | 1982– 1983        | 1983– 1984       | 1984– 1985        |               |               |               |               |               |               |               |               |               |
| ----------------------------------------------------- | ----------------- | ---------------- | ----------------- | ------------- | ------------- | ------------- | ------------- | ------------- | ------------- | ------------- | ------------- | ------------- |
| Jogos Olímpicos                                       |                   | 8.ª              |                   |               |               |               |               |               |               |               |               |               |
| Campeonato Mundial                                    | 10.ª              | 5.ª              | Medalha de bronze |               |               |               |               |               |               |               |               |               |
| Grand Prix St. Gervais                                |                   | Medalha de prata |                   |               |               |               |               |               |               |               |               |               |
| NHK Trophy                                            |                   |                  | 4.ª               |               |               |               |               |               |               |               |               |               |
| Nebelhorn Trophy                                      | Medalha de prata  |                  |                   |               |               |               |               |               |               |               |               |               |
| Skate America                                         | 6.ª               | 5.ª              |                   |               |               |               |               |               |               |               |               |               |
| Skate Canada International                            |                   |                  | Medalha de bronze |               |               |               |               |               |               |               |               |               |
| Nacional                                              |                   |                  |                   |               |               |               |               |               |               |               |               |               |
| Campeonato Canadense                                  | Medalha de bronze | Medalha de ouro  |                   |               |               |               |               |               |               |               |               |               |
|                                                       |                   |                  |                   |               |               |               |               |               |               |               |               |               |
| Legenda: Competição não foi disputada nesta temporada |                   |                  |                   |               |               |               |               |               |               |               |               |               |

### Com Eric Thomsen
| Resultados                                            | Resultados    | Resultados    | Resultados    | Resultados    | Resultados    | Resultados    | Resultados    | Resultados    | Resultados    | Resultados    | Resultados    | Resultados    |
| Internacional                                         | Internacional | Internacional | Internacional | Internacional | Internacional | Internacional | Internacional | Internacional | Internacional | Internacional | Internacional | Internacional |
| Evento/Temporada                                      | 1979– 1980    | 1980– 1981    | 1981– 1982    |               |               |               |               |               |               |               |               |               |
| ----------------------------------------------------- | ------------- | ------------- | ------------- | ------------- | ------------- | ------------- | ------------- | ------------- | ------------- | ------------- | ------------- | ------------- |
| International Challenge Cup                           | 6.ª           |               |               |               |               |               |               |               |               |               |               |               |
| NHK Trophy                                            |               |               | 5.ª           |               |               |               |               |               |               |               |               |               |
| Skate America                                         |               |               | 6.ª           |               |               |               |               |               |               |               |               |               |
|                                                       |               |               |               |               |               |               |               |               |               |               |               |               |
| Legenda: Competição não foi disputada nesta temporada |               |               |               |               |               |               |               |               |               |               |               |               |